# Эль-Хенераль
Эль-Хенера́ль (англ. El General, настоящее имя: Эдгардо Франко, род. 27 сентября 1969) — певец из Панамы. В своих песнях начала 1990-х годов смешивал латинский поп, регги и испаноязычный рэп. Считается одним из пионеров реггитона.

## Биография
Настоящее имя Эль-Хенераля — Эдгардо А. Франко. Родился он в Панаме в Рио-Абахо. Начал петь и сочинять песни в 12 лет.
После школы получил стипендию на обучение деловому администрированию в колледже в США. Он бы скоро уже стал профессиональным бухгалтером, но страсть у музыке пересилила — он решил начать карьеру певца.
Его первый сингл назывался «Tu Pum Pum», эта песня потом вошла в его дебютный альбом Estas Buena. С этого альбома также вышел сингл «Te Ves Buena», который стал хитом.
В 1991 году выпустил альбом Muevelo сon el General, после чего начал ездить с концертами по Латинской Америке. За песню «Muevelo» в 1992 году получил Премию MTV в категории «Лучшее латинское видео».
В 1993 году издал следующий альбом «El Poder del General». С него была популярна песня «Caramelo».

## Отставка
В 2004 году он объявил о своем уходе из музыкальной индустрии и стал одним из свидетелей Иеговы в 2007 году. Сейчас он возглавляет фонд «Бедные дети без границ» в Панама-Сити.